# Pico (Lazio)
Pico település Olaszországban, Lazio régióban, Frosinone megyében. Lakosainak száma 2634 fő (2023. január 1.). Pico Lenola, Pastena, Pontecorvo, San Giovanni Incarico és Campodimele községekkel határos.

## Népesség
A település lakossága az elmúlt években az alábbi módon változott:
| Lakosok száma | 2858 | 2825 | 2634 |
|               | 2017 | 2018 | 2023 |